# 威廉·Z·福斯特

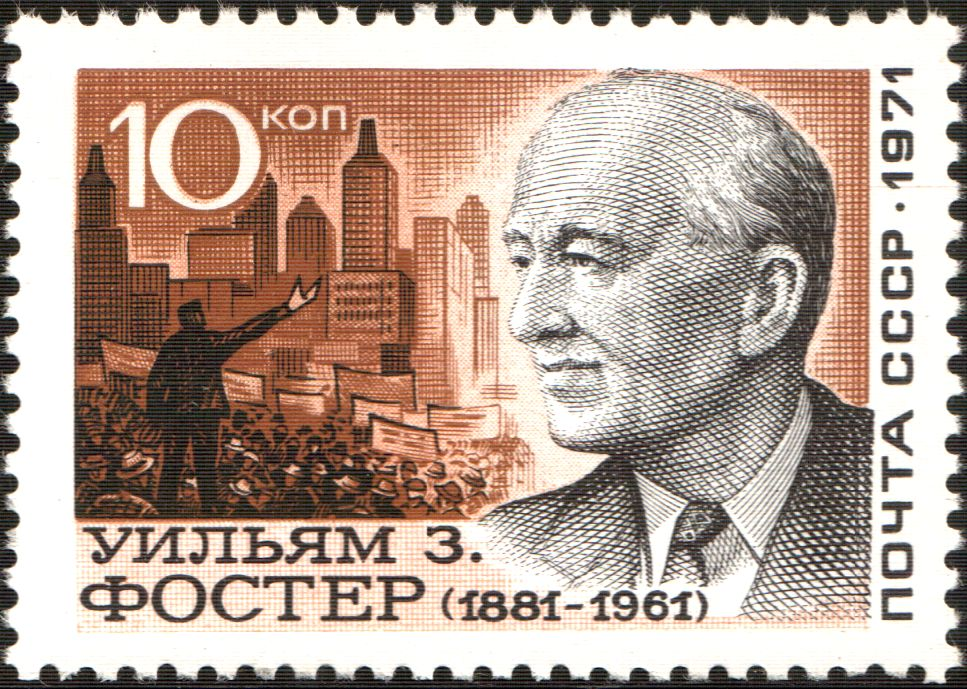
1971年苏联邮票

威廉·Z·福斯特（1881年—1961年），20世纪美国和国际工人运动、共产主义运动的杰出活动家 ，美国共产党创建人之一。曾任美国共产党中央书记处书记、中央主席、名誉主席，并曾任共产国际执行委员。在1924、1928和1932年的总统大选中，曾被提名为美国共产党的总统候选人。

## 生平
1881年2月25日生于马萨诸塞州汤顿的一个爱尔兰裔工人家庭。父亲是洗刷马车的工人，因为参加鼓动英军中的爱尔兰人起义，失败后逃亡美国。母亲是英格兰纺织女工。
他6岁的时候随家人迁到费城，住在贫民窟里。10岁开始做工，来回辗转于木材、农场、铁路、五金和矿井等不同的部门。14岁就参加了电车工人罢工活动。1912年，被选为芝加哥“北美工团主义者同盟”全国书记。1915年，又被选为圣路易“国际职工会教育同盟”书记。1918年，他领导了二十万屠宰业工人举行总罢工。1919年又领导了全国钢铁工业总罢工，50个城市的36万余罢工者总共坚持了3个月。他还领导了当时社会党左派成員进行了反对机会主义和反对工人运动的宗派主义的活動，反对纯粹工会主义和经济主义的斗争。由于这次斗争，他被社会党开除。
1917年俄国十月革命胜利后，福斯特从激进的劳工斗争转向共产主义。1920年访问了苏维埃俄国，研究了马克思列宁主义的理论。1921年初秘密加入了美国共产党，并被选为中央委员。同年，他还在莫斯科举行的共产国际第三次世界代表大会上遇见了列宁。1929至1944年，他任党主席职务。在1924、1928和1932年一连三届美国大选中，他被提名为共产党的总统候选人。1930年是共产党的纽约州州长候选人。
1929年经济危机爆发后，福斯特领导共产党实行失业保险制。1930年3月，他又领导了纽约10万多失业工人的大示威，后来遭到逮捕，被判处三年有期徒刑。1933年，罗斯福新政后，美共总书记厄尔·白劳德要求美国工人阶级和垄断资产阶级实行阶级合作。同年5月20日美国共产党宣布解散，福斯特也被撤消了美共主席的职务。1945年7月美共宣布重建时，福斯特又被选为党的主席。1948年，福斯特和美共全国委员会11名委员被美国联邦政府根据所谓“史密斯法”被起诉。福斯特因患有心脏病而未被关进监狱，但他一直被禁止自由活动，也被禁止出国治疗。1957年被选为美国共产党名誉主席。
福斯特一生曾领导党内三次進行反對修正主义的斗争。1927年反对洛夫斯通的“美国特殊论”；1944-45年反对白劳德解散共产党的行為及所谓的“进步资本主义”和右倾机会主义；1956-57年反对由盖茨發起的修正主义分裂活动。
1961年1月，他获得許可，前往苏联接受治疗，被诊断为一般性动脉粥样硬化症。同年9月1日晚在莫斯科近郊的疗养院逝世。赫鲁晓夫为他举行了国葬，其骨灰被撒在克里姆林宮紅場墓園。

## 著作
著有《劳工骗子》、《世界资本主义的末日》、《美洲政治史纲》、《美国共产党史》1952、《三个国际的历史》1961、《世界劳工运动史》、《美国历史中的黑人》1954、《世界社会主义的历史性进展》1960、《从白莱安到斯大林》和《一个工人的生活片段》。
它们已经翻成多种文字，在世界许多国家出版。